# Os époccipital

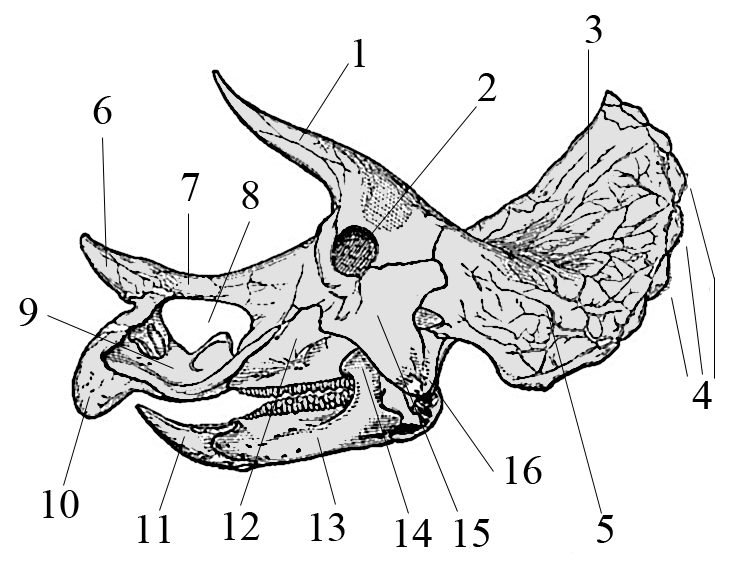
Crâne de Triceratops prorsus :
1 Corne frontale sur l'os postorbitaire
2 Orbite
3 Os pariétal
4 Os époccipitaux
5 Os squamosal
6 Corne nasale
7 Os nasal
8 Narine
9 Prémaxillaire
10 Os rostral
11 Os prédentaire
12 Maxillaire
13 Os dentaire
14 Apophyse coronoïde
15 Os jugal
16 Os épijugal.

L’os époccipital, ou mieux les os époccipitaux, ou époccipitaux, se trouvent le long de la collerette des dinosaures cératopsiens. Leur nom est trompeur, car ils ne sont pas associés avec l'os occipital. Ces os d'abord indépendants fusionnent au cours de la croissance de l'animal, soit avec les squamosaux, soit avec les pariétaux qui forment la base de la collerette. Ces os avaient un rôle ornemental et non fonctionnel et ont peut-être permis de mieux différencier les espèces.
Ils semblent largement différents entre les centrosaurinés et les chasmosaurinés : ils sont elliptiques avec des bases étroites dans le premier groupe, triangulaires avec des bases larges dans le second (voir par exemple la bordure grossièrement en dents de scie due aux larges époccipitaux triangulaires de la collerette de Triceratops). Au sein de chaque groupe, les différentes espèces avaient des os époccipitaux quelque peu distincts en aspect et en nombre. Surtout chez les centrosaurinés comme Centrosaurus, Pachyrhinosaurus et Styracosaurus, ces os deviennent longs et pointus ou en crochets.

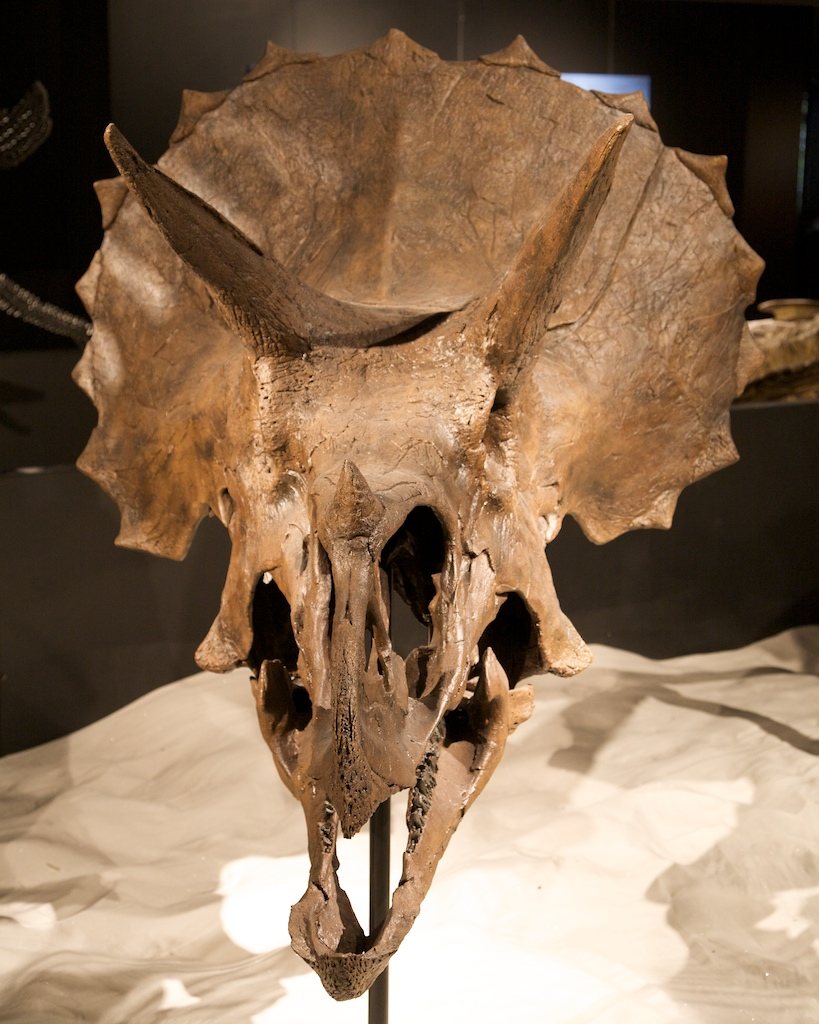
Crâne de Triceratops : les époccipitaux triangulaires sont bien visibles.